# Peter Clement (Ornithologe)
Peter Clement (* 6. September 1948 in Eastbourne, East Sussex) ist ein englischer Ornithologe, Autor, Naturfotograf und Naturschützer.

## Leben
Seit 1987 ist Clement Mitglied im British Birds Rarities Committee. 1988 wurde er Zulassungsbeauftragter (Licensing Officer) und Artenberater für die öffentliche Körperschaft English Nature. 2006 wurde diese Organisation in Natural England umbenannt, wo Clements bis zu seinem Ausscheiden im Jahr 2010 tätig war. Seine Hauptaufgabe war der Schutz und die Ausweisung von Gebieten von nationaler und internationaler Bedeutung für die Tierwelt.
Clements Interessensschwerpunkte sind die Identifizierung schwieriger Familien oder Gattungen von Vögeln, insbesondere Drosseln, Steinschmätzer, Grasmückenartige, Finken und Meeresvögel, die Wanderungen und Verbreitungsmuster seltener Zugvögel, Raritäten und Irrgäste. Clement arbeitete mehr als 25 Jahre als Tourleiter für Vogelbeobachtungsreisen in der Ökotourismus-Branche. Seine Expeditionen führten ihn nach Europa, nach Indien, in den Himalaya, nach Afrika, in die Karibik, nach Alaska und nach Nordamerika. Er ist Mitglied beim Oriental Bird Club und bei der Ornithological Society of the Middle East (OSME).
Von 1980 bis 1985 war Clement Herausgeber des London Bird Report. Für die Bände 5 und 6 der Enzyklopädie Birds of the Western Palearctic verfasste er 1988 und 1992 die Abschnitte über die Steinschmätzer und Grasmücken. 1990 war er Herausgeber der Red Data Birds in Britain. 1993 erschien sein Werk Finches and Sparrows: An Identification Guide und im Jahr 2000 Thrushes, das zu den Standardwerken über Drosseln zählt. Für die Zeitschrift Birding World schrieb er 1993 eine Reihe von Artikeln über den Ursprung der Arten in Zusammenarbeit mit Steve Gantlett und 1987 in der Zeitschrift British Birds Beiträge über die Feldidentifikation von Steinschmätzern der Westlichen Paläarktis. Für den elften Band des Handbook of the Birds of the World (2006, Old World Flycatchers to Old World Warblers) war er Co-Autor der Beiträge über die Familien der Fliegenschnäpper, Monarchen, Halmsängerartigen und Grasmückenartigen.

## Werke (Auswahl)
- 1988: (Co-Autor) Handbook of the Birds of Europe, the Middle East and North Africa: Tyrant Flycatchers to Thrushes v.5: The Birds of the Western Palearctic von Stanley Cramp
- 1992: (Co-Autor) Handbook of the Birds of Europe, the Middle East and North Africa: Warblers v.6: The Birds of the Western Palearctic von Stanley Cramp
- 1993: Finches and Sparrows: An Identification Guide
- 1995: The Chiffchaff (Illustriert von Norman Arlott)
- 2000: Thrushes (Illustriert von Ren Hathway)
- 2015: Robins and Chats (Illustriert von Chris Rose)